# René Lacoste
Jean René Lacoste (París, 2 de julio de 1904-San Juan de Luz, 12 de octubre de 1996) fue un jugador de tenis francés, ganador de 7 torneos del Grand Slam en categoría de individuales. Lacoste fue también un innovador hombre de negocios, famoso por ser el fundador de la empresa de indumentaria que lleva su apellido. Apodado Le Crocodile por sus seguidores, formó parte de la más conocida generación de tenistas franceses de los años 1920, los llamados "Mosqueteros".

## Inicios y carrera en el tenis
Nacido en París en 1904, no practicó el deporte hasta cumplir los 15 años cuando lo conoció después de un viaje a Inglaterra junto a su padre.
A diferencia de otros Mosqueteros como Borotra o Cochet, Lacoste no presentaba de joven un talento natural que lo destacara por encima del resto y su vida parecía más orientada al mundo de la educación o el estudio que al tenis. Su renombre mundial lo logró a través de trabajo duro, rigurosidad de entrenamiento y concentración. Mientras los otros mosqueteros eran autodidactas, Lacoste trabajó desde temprano con un entrenador de renombre. Sus entrenamientos no consistían solamente en tenis, como se estilaba en su época, sino que también tenía entrenamientos de gimnasia y fortalecimiento físico. Ante la imposibilidad de practicar todo el tiempo con su entrenador, Lacoste diseñó una máquina para lanzar pelotas de tenis.
En 1922 participa por primera vez del Campeonato Mundial sobre arcilla y al año siguiente, con 18 años, forma parte por primera vez del equipo francés de Copa Davis, junto a Jacques Brugnon, perdiendo ante Australia en la final interzonal.
En su búsqueda del perfeccionamiento, Lacoste se convirtió en un fino observador y llevaba anotaciones sobre las habilidades y dificultades de sus oponentes. Se convirtió en un maestro del juego de fondo. En 1924 alcanza las finales tanto del Campeonato Francés como de Wimbledon, pero pierde en ambas ante Jean Borotra. Junto a este último y Brugnon, alcanzan la final interzonal de la Copa Davis donde pierden nuevamente ante Australia, esta vez por un ajustado 3-2. Lacoste ganó sus dos partidos individuales ante Gerald Patterson y Arthur O'Hara Wood pero Borotra pierde inesperadamente sus dos partidos y en el dobles la pareja australiana se muestra superior a Brugnon-Lacoste.
En 1925 logra convertirse en el mejor jugador francés. Primero gana la primera edición internacional del Campeonato Francés desquitándose de la derrota ante Borotra el año anterior venciéndolo en la final. Luego logra nuevamente alcanzar la final de Wimbledon ante Borotra, pero al contrario de lo ocurrido el año anterior, logra vencerlo en 4 sets. En la final interzonal de la Copa Davis ante Australia, esta vez es Lacoste quien pierde ante Patterson pero Borotra revierte la actuación del año anterior y vence a James Anderson, en el dobles junto a Lacoste y el segundo individual ante Patterson. Así Francia alcanza por primera vez la final de la Copa, donde pierde categóricamente ante los Estados Unidos liderados por Bill Tilden y Bill Johnston. Junto a Borotra, también se alzó este año con los títulos de dobles del Campeonato Francés y de Wimbledon.
Su nivel seguía en aumento y a pesar de perder fácilmente la final del Campeonato Francés ante Henri Cochet, sería considerado como el N.º 1 del mundo en 1926. Este año se impuso por primera vez en el US Championships tras derrotar a Borotra en la final, convirtiéndose en el segundo extranjero en alzarse con el título en las 46 ediciones del torneo. En Copa Davis, ya con Cochet en el equipo completando el cuarteto "mosquetero", alcanzan nuevamente la final y a pesar de perder por 4-1, Lacoste da una importante inyección moral al equipo al ganarle el quinto punto a Tilden, hasta entonces invicto en Copa Davis.
1927 fue sin duda el gran año de René. Alcanza nuevamente la final del Campeonato Francés donde gana el primero de tres partidos al gran Tilden, tras salvar dos puntos para partido, 11-9 en el quinto. Luego lo vence nuevamente en la final del US Championships. En la tercera final consecutiva para Francia en Copa Davis, la actuación de Lacoste es decisiva y Francia logra el primer trofeo en su historia en una memorable actuación en el Germantown Cricket Club de Filadelfia cortando así una racha de 7 títulos consecutivos para los Estados Unidos de Tilden y Johnston. Lacoste abrió la serie con una victoria contundente sobre Johnston pero los Estados Unidos logran revertirlo con la victoria de Tilden sobre Cochet y en el dobles. En el cuarto punto, Lacoste igualó la serie con su tercera victoria del año sobre Tilden, en 4 sets, y luego Cochet cerró la serie en el quinto punto con una victoria en 4 sets ante Johnston. Lacoste sería nuevamente considerado como el N.º 1 del mundo de ese año.
Después de su gran año, la salud le jugaría una mala pasada a Lacoste. En 1928, en el estreno del Stade Roland Garros, Lacoste pierde su primer partido de la final de Copa Davis ante Tilden en 5 sets pero la gran actuación de Cochet aseguraría la segunda ensaladera consecutiva para Francia. Su partido ante John Hennesey sería el último en competición por equipos. Ese mismo año pierde ante Cochet en su quinta final consecutiva en el Campeonato Francés, ahora sobre arcilla.
En 1929 logró conquistar el Campeonato Francés por tercera vez en 3 años venciendo en la final a Jean Borotra. Juntos también conquistaron el torneo de dobles. Sorpresivamente, la final de Roland Garros sería el último partido en la carrera de Lacoste, quien decidió retirarse víctima de una bronquitis crónica. Su carrera había resultado mucho más exitosa de lo esperado, gracias a su incansable trabajo. Deja así a Francia en ausencia de un importante jugador, el más joven de los mosqueteros, aunque la inmensa categoría de Borotra y Cochet, dejaría la ensaladera en Francia por 4 años más.
Creyéndose curado, vuelve a la actividad en 1932 y pasa 3 rondas en Roland Garros, pero poco después se retira definitivamente.

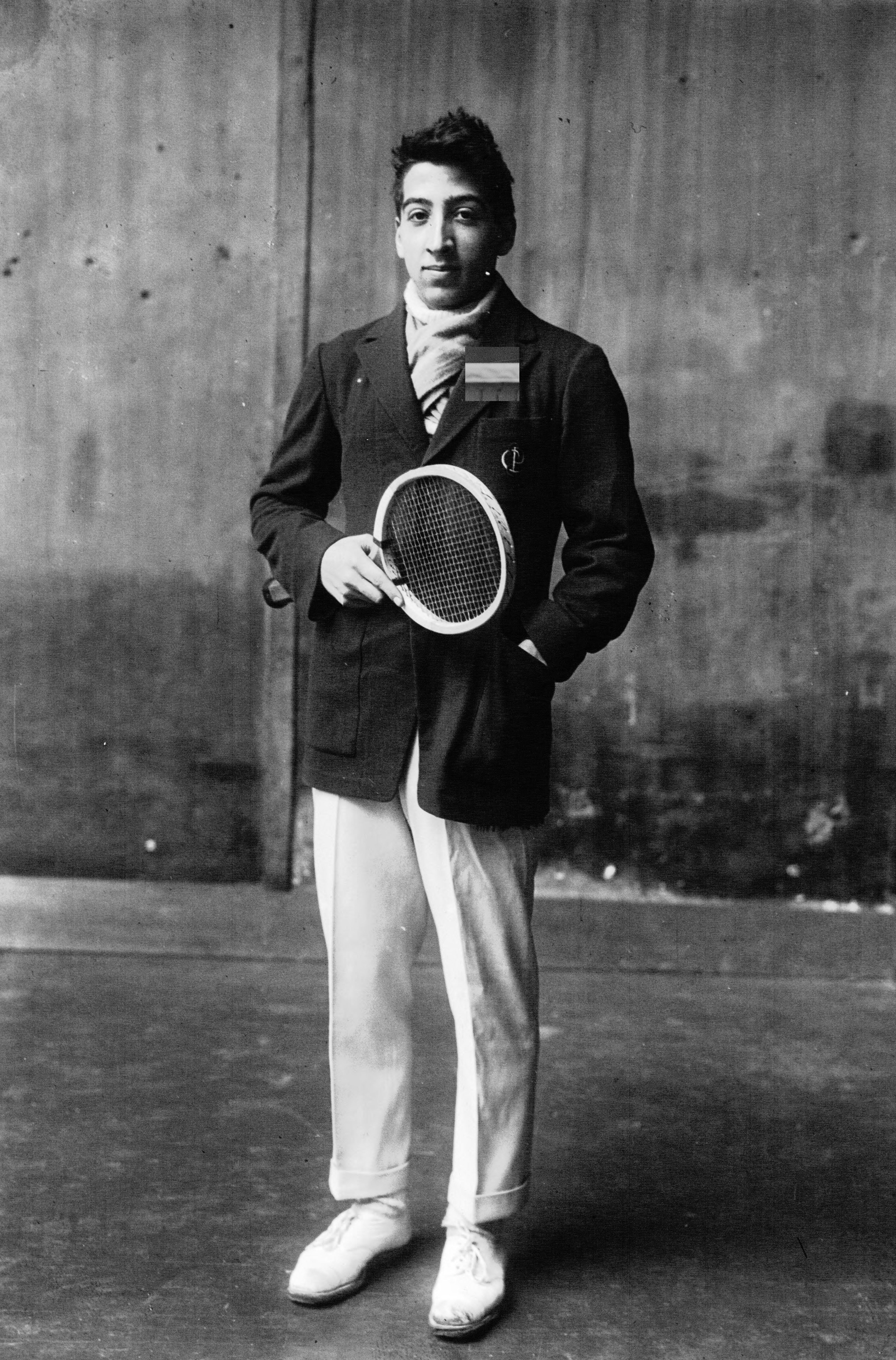
Lacoste en 1922

## Después del tenis
Después de su retirada, se convirtió en capitán del Equipo francés de Copa Davis entre 1931 y 1933. También fue presidente de la Federación Francesa de Tenis hasta 1942.
En 1933, fundó la compañía de indumentaria Lacoste, cuyo logo es, como lo era su apodo, un cocodrilo. El sobrenombre lo había adquirido tras una apuesta realizada cuyo premio fue una cartera hecha de piel de cocodrilo.
En 1963 diseñó una raqueta hecha de acero, una innovación para la época. Con esta raqueta se conquistaron 46 títulos de Grand Slam entre 1966 y 1978. Fue usada especialmente por Billie Jean King y Jimmy Connors.
En 1976 fue incorporado al Salón Internacional de la Fama del tenis junto al resto de los mosqueteros franceses.
Murió en 1996 a los 92 años de edad en la ciudad costera de San Juan de Luz.

## Torneos de Grand Slam

### Campeón Individuales (7)
| Año  | Torneo                            | Oponente en la final | Resultado            |
| 1925 | Campeonato Francés                | Jean Borotra         | 7-5 6-1 6-4          |
| 1925 | Wimbledon                         | Jean Borotra         | 6-3 6-3 4-6 8-6      |
| 1926 | US National Singles Championships | Jean Borotra         | 6-4 6-0 6-4          |
| 1927 | Campeonato Francés                | Bill Tilden          | 6-4 4-6 5-7 6-3 11-9 |
| 1927 | US National Singles Championships | Bill Tilden          | 11-9 6-3 11-9        |
| 1928 | Wimbledon                         | Henri Cochet         | 6-1 4-6 6-4 6-2      |
| 1929 | Campeonato Francés                | Jean Borotra         | 6-3 2-6 6-0 2-6 8-6  |

### Finalista Individuales (4)
| Año  | Torneo             | Oponente en la final | Resultado           |
| 1924 | Campeonato Francés | Jean Borotra         | 5-7 4-6 6-0 7-5 2-6 |
| 1924 | Wimbledon          | Jean Borotra         | 1-6 6-3 1-6 6-3 4-6 |
| 1926 | Campeonato Francés | Henri Cochet         | 2-6 4-6 3-6         |
| 1928 | Campeonato Francés | Henri Cochet         | 7-5 3-6 1-6 3-6     |

### Campeón Dobles (3)
| Año  | Torneo             | Pareja       | Oponentes en la final        | Resultado            |
| 1925 | Campeonato Francés | Jean Borotra | Jacques Brugnon Henri Cochet | 7-5 4-6 6-3 2-6 6-3  |
| 1925 | Wimbledon          | Jean Borotra | John Hennessey Raymond Casey | 6-4 11-9 4-6 1-6 6-3 |
| 1929 | Campeonato Francés | Jean Borotra | Jacques Brugnon Henri Cochet | 6-3 3-6 6-3 3-6 8-6  |

### Finalista Dobles (1)
| Año  | Torneo             | Pareja       | Oponentes en la final        | Resultado           |
| 1925 | Campeonato Francés | Jean Borotra | Jacques Brugnon Henri Cochet | 6-2 2-6 0-6 6-1 4-0 |

### Clasificación en torneos del Grand Slam (singles)
| Torneo                   | 1932 | 1929 | 1928 | 1927 | 1926 | 1925 | 1924 | 1923 | 1922 | Títulos |
| ------------------------ | ---- | ---- | ---- | ---- | ---- | ---- | ---- | ---- | ---- | ------- |
| Australian Championships | -    | -    | -    | -    | G    | G    | G    | G    | F    | 4       |
| Roland Garros            | 4r   | G    | F    | G    | F    | G    | -    | -    | -    | 3       |
| Wimbledon                | -    | -    | G    | SF   | -    | G    | F    | 4r   | 1r   | 2       |
| US Championships         | -    | -    | -    | G    | G    | CF   | CF   | 2r   | -    | 2       |